# Revista de España
La Revista de España (1868-1895) fue una revista de pensamiento político e intelectual fundada en Madrid por José Luis Albareda. El primer número apareció el 15 de marzo de 1868 y dejó de publicarse en febrero de 1895. En sucesivos periodos tuvo como directores al propio Albareda, a su amigo Benito Pérez Galdós, a Fernando León y Castillo y a José Sánchez Guerra en su etapa final.
Entre sus colaboradores se encuentran muchos nombres relevantes de la época, tanto políticos como literarios: Emilia Pardo Bazán, Cánovas del Castillo, José María de Pereda, Giner de los Ríos, Nicolás Salmerón, Urbano González Serrano, Ramón de Campoamor, o el mencionado Galdós.

## Periodos y direcciones
El primer número de la Revista de España vio la luz el 15 de marzo de 1868, en plena época de represión y censura, apenas unas semanas antes de la muerte de Narváez, el 23 de abril de ese año, que dio paso al gobierno reaccionario de González Bravo, pocos meses antes de la Revolución Gloriosa. Durante su periodo inicial (marzo de 1868 a febrero de 1872) fue el propio Albareda quien acometió la tarea de marcar su estilo y dirección.
El segundo periodo, más literario, La Revista fue dirigida por el entonces incipiente novelista Benito Pérez Galdós que le impuso su sello durante veintidós meses, de febrero de 1872 a noviembre de 1873. Galdós, periodista joven y ambicioso venía colaborando en la Revista de España casi desde su creación, aunque más atento a la dirección de El Debate, hermana menor de las publicaciones mantenidas por Albareda. De entre lo más destacable de las aportaciones del escritor canario a la Revista de España, pueden acotarse sus "Observaciones sobre la novela" (1870) y las entregas a lo largo de 1871 de dos de sus primeros tantes narrativos La sombra y El audaz. Así mismo, Galdós continuó contribuyendo en La Revista tras ser relevado como director.
Más largo fue el tercer periodo, a partir de noviembre de 1873 y hasta enero de 1890, en el que Albareda contó con la ayuda de Fernando León y Castillo, canario también y amigo de Galdós, y que venía colaborando en ella en la sección de «Revistas políticas interiores» (1872-1873), desde su puesto de gobernador civil de Granada (1869), diputado por Canarias en 1871 y, luego, embajador en Francia en tres ocasiones (1887, 1892, 1897). León y Castillo, periodista y político con experiencia colaboró también en algunos de los periódicos más notables de la época, como El Eco del País, y El Imparcial fundado por Eduardo Gasset y Artime en 1867.
A partir de 1890 y hasta su desaparición cinco años después, se hizo cargo de La Revista un joven y ambicioso periodista, que ya en el inicio del siglo XX desarrollaría una dilatada carrera como político: José Sánchez Guerra.